# Застава Фолкландских Острва
Застава Фолкландских острва усвојена је 29. септембра 1948. Тамноплаве је боје и са десне стране се налази грб Фолкландских Острва, а у горњем левом углу застава Уједињеног Краљевства. 
Током фолкландског рата, када је Аргентина окупирала острво, застава је била забрањена и у званичној употреби је била застава Аргентине. 